# Den jag kunde blivit - Den jag blev
Den jag kunde blivit - Den jag blev är ett studioalbum av Melissa Horn från 2024.  Letter to Lori är den första låten hon släppte på engelska. 

## Låtlista
1. Den jag kunde blivit - Den jag blev
2. Säg förlåt
3. Sommaren vi möttes
4. Hejdå för alltid
5. Vid min sida
6. Vi gör ont
7. Jag har gett dig allting
8. Varför slutar allt i tårar
9. Letter to Lori